# Tempel van Veiovis

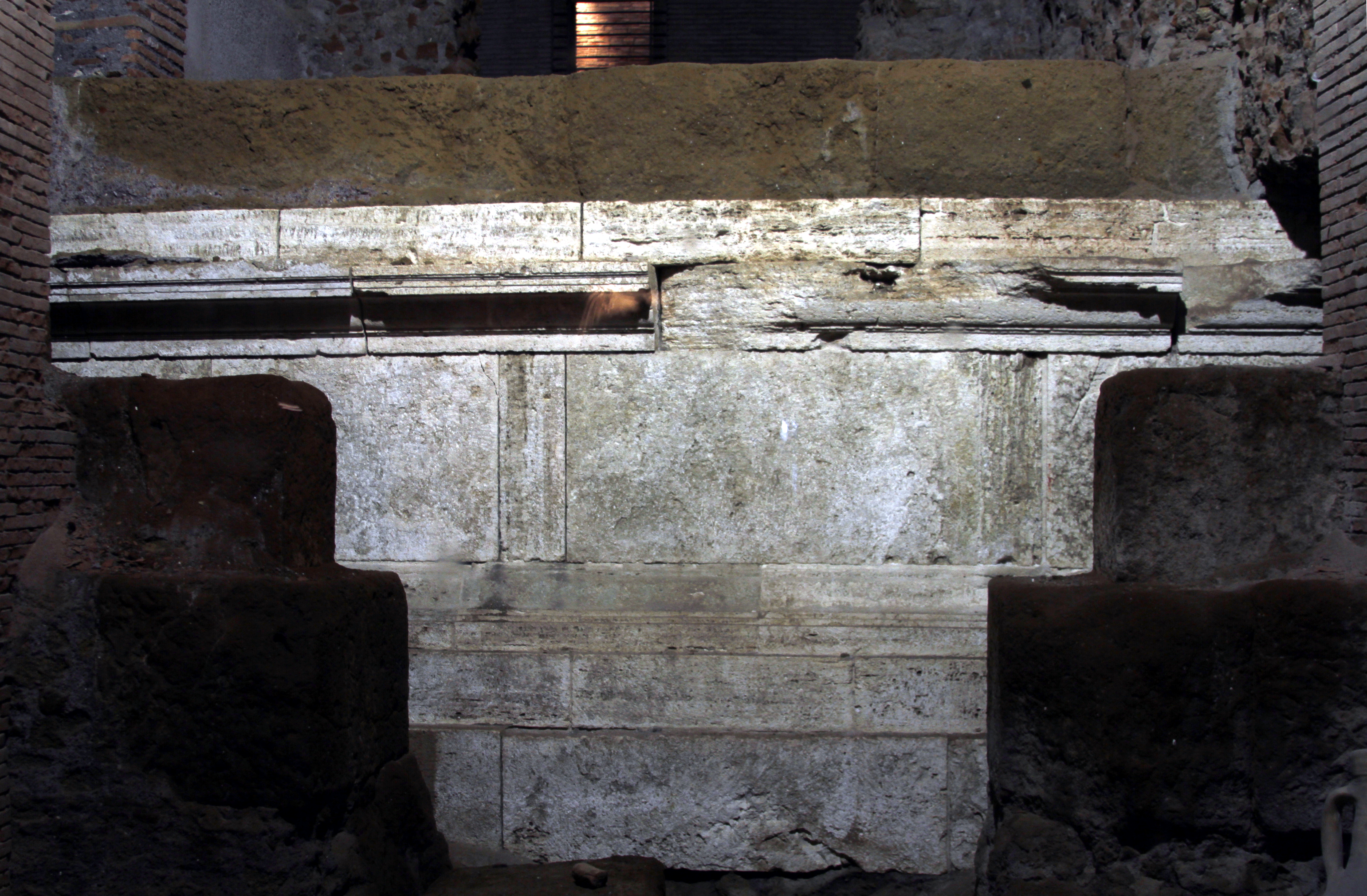
Restanten van de Tempel van Veiovis

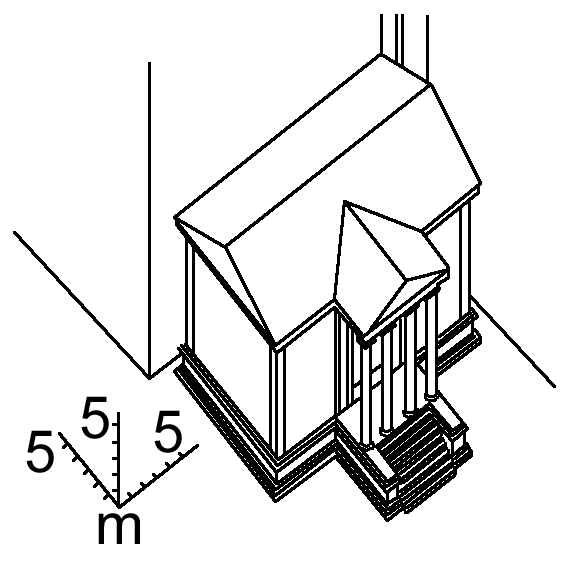
Reconstructie van de Tempel van Veiovis

De Tempel van Veiovis (Latijn:Aedes Veiovis) was een tempel ter ere van de Romeinse god Veiovis in het oude Rome.

## Geschiedenis
De tempel werd in 200 v.Chr. tijdens de Slag om Cremona door de praetor Lucius Furius Purpurio aan Veiovis beloofd, in de hoop dat de god hem zou steunen in de strijd. Purpurio behaalde een grote overwinning, waarbij 35.000 Galliërs en hun Carthaagse generaal Hamilcar om het leven kwamen. Purpurio kreeg bij terugkeer in Rome de voor een praetor uitzonderlijke eer van een triomftocht en gaf opdracht tot de bouw van de tempel, die in 192 v.Chr. door Quintus Marcius Ralla werd ingewijd.

## Het gebouw
De tempel stond op de Capitolijn tussen de twee heuveltoppen in. Deze plaats wordt in de antieke bronnen aangeduid als inter duos lucos, tussen de twee heilige bosjes, en dit is ook de plaats waar oorspronkelijk het asylum van Romulus had gelegen. Het heiligdom lag aan de Clivus Capitolinus, die naar de top van de heuvel leidde. Er zijn drie verschillende bouwfases geïdentificeerd. De laatste versie, waar de restanten van bewaard zijn gebleven, stamt uit het begin van de 1e eeuw v.Chr. Deze tempel werd onder Domitianus gerestaureerd, mogelijk na de grote brand van het jaar 80 waarbij ook op de Capitolijn veel schade was aangericht.
De Tempel van Veiovis had een van het gangbare model afwijkende vorm. Wegens ruimtegebrek werd de cella dwars op de pronaos geplaatst, waardoor de cella bijna twee keer zo breed als diep was (15 bij 8,9 meter). De pronaos had een portico in tetrastyl. De tempel stond op een hoog podium dat was gemaakt van beton dat werd bekleed met travertijn. De vloer en muren van de tempel werden tijdens de restauratie onder Domitianus voorzien van gekleurd marmer.
In de cella van de tempel stond het marmeren cultusbeeld van Veiovis, uitgebeeld als een baardloze man met een bundel pijlen in zijn rechterhand. Naast het cultusbeeld stond het beeld van een geit.

## Opgraving
De tempel werd in 1939 bij toeval ontdekt bij het graven van een gang onder het Piazza del Campidoglio. De restanten van het gebouw waren gebruikt als fundering van latere bouwwerken op het plein en bleven zo bewaard. Op basis van antieke teksten en de ontdekking van het cultusbeeld in de cella kon het gebouw geïdentificeerd worden als de Tempel van Veiovis. De restanten van de tempel zijn te bezichtigen in de gang van het Tabularium onder de Capitolijnse Musea.

## Referentie
- Capitoline Museums - Temple of Veiovis

1. ↑  Livius, Ab Urbe Condita 34.53
2. ↑  Livius, Ab Urbe Condita 31.21
3. ↑  Vitruvius, IV.8.4; Aulus Gellius, V.12.5
4. ↑  Gellius, V.21.11; Ovidius, Fasti, III.443